# Paragymnopleurus brahminus
Paragymnopleurus brahminus är en skalbaggsart som beskrevs av Waterhouse 1890. Paragymnopleurus brahminus ingår i släktet Paragymnopleurus och familjen bladhorningar. Inga underarter finns listade i Catalogue of Life.